# Warji (langue)
Le warji est une langue tchadique occidentale parlée dans l’État de Bauchi au Nigeria.